# テンシオメーター

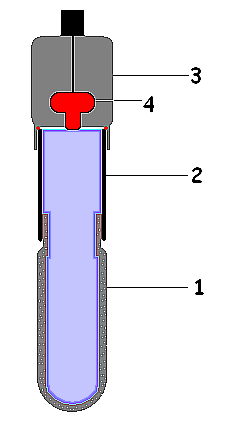
テンシオメーター: (1) ポーラスカップ (2) 水で満たされたチューブ (3) センサーのキャップ (4) 圧力センサー

テンシオメーターは、不飽和帯における土壌水のマトリックポテンシャル ({\displaystyle \Psi _{m}}) を測定するための機器である。この測定器は、ガラスまたはプラスティックのチューブと多孔質セラミックスのキャップ（ポーラスカップ）から成り、チューブとポーラスカップを水で満たして使用する。チューブの先端は真空計か注射針でテンシオメーター内の圧力を測定する機器を使うためのゴムキャップである。テンシオメーターは土壌に埋設し、ポーラスカップに接する土壌水とテンシオメータ内の水ポテンシャルを平衡させる。土壌水が植物の吸水あるいは蒸発によって減少すると、土壌水のマトリックポテンシャルが低下し、土壌水と平衡しているテンシオメーターのチューブ内の圧力が低下する。土壌に水分が加わると、マトリックポテンシャルが上昇し、それとともにテンシオメータ内の圧力が上昇する。このように、テンシオメータの圧力は、土壌水のマトリックポテンシャルをあらわしていると考えることができる。
テンシオメーターは、農家や灌漑計画者が灌漑計画をするときに使われる。水分保持曲線とともに使うことで、灌漑水の量を決めることができる。訓練をすることで、テンシオメーターをそのような灌漑計画の目的に使うことができるようになる。テンシオメーターは、土壌と植物の科学的な研究のためにも使われる。